# ضمان سندات
ضمان السندات تقييم مقدم خدمات مالية كبيرة (بنك، شركة تأمين، بيت استثمار) لمدى أهلية العميل للحصول على منتجاتها (رأس مال، تأمين، رهن عقاري، ائتمان).
الاسم مستمد من سوق التأمين لويدز في لندن. المصارف المالية، الذين سوف يقبلون بعض المخاطر في مشروع معين (تاريخيا رحلة البحرية مع المخاطر المرتبطة بها من حطام السفينة) مقابل قسط، سيكتب حرفيا أسمائهم ضمن معلومات المخاطر التي تمت كتابتها في كشف لويد التي تم إنشاؤها لهذا الغرض.[بحاجة لمصدر]